# Garni (plaats)

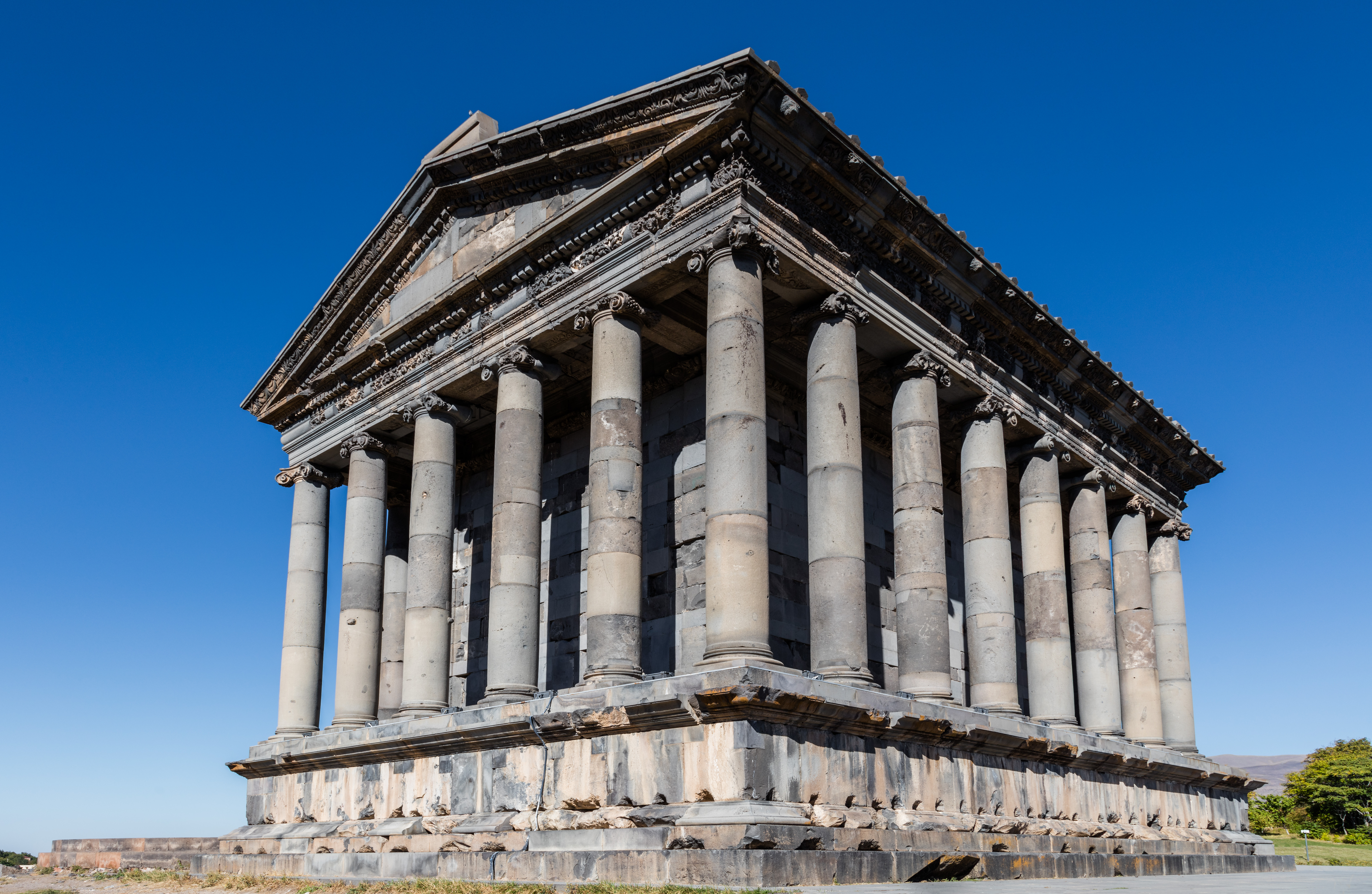
De tempel van Garni

Garni (Armeens: Գառնի) is een dorp in de Armeense provincie Kotayk. Het dorp is vooral bekend vanwege de nabijgelegen tempel gewijd aan de zonnegod Mirh uit de Armeense mythologie maar kent meer historische bouwwerken en ruïnes. Het ligt aan een klif met uitzicht over de rivier de Azat en het Geghamagebergte. Vlak bij het dorp ligt de gelijknamige kloof Garni en zeven kilometer van het Klooster van Geghard. 
Door de strategische ligging werd deze plek waarschijnlijk al bewoond in het 3e millennium v.Chr.. Rond de 3e eeuw v.Chr. werd een fort op de klif gebouwd. In 1386 werd het dorp veroverd door de Mongoolse krijgsheer Timoer Lenk.

## Tempel
De Grieks-Romeinse tempel werd waarschijnlijk in de 1e eeuw gebouwd in opdracht van koning Tiridates I en was gewijd aan de zonnegod Mihr en was onderdeel van het fort. Toen Armenië zich in het begin van de 4e eeuw, onder leiding van koning Tiridates IV, bekeerde tot het Christendom werden de meeste heidense bouwwerken gesloopt maar dit gebouw bleef gespaard en werd het zomerhuis van de zuster van de koning. Tijdens een aardbeving in 1679 stortte het gebouw in om in de periode van 1969 tot 1975 weer herbouwd te worden.